# Esther Szekeres
Esther Szekeres (* 20. Februar 1910 als Eszter Klein in Budapest, Österreich-Ungarn; † 28. August 2005 in Adelaide) war eine ungarisch-australische Mathematikerin. Sie war mit George Szekeres verheiratet und ist bekannt für das Happy Ending Theorem aus der Kombinatorik.
Esther Szekeres studierte Physik in Budapest auf einem der wenigen damals Frauen zugänglichen Studienplätze (den Studienplatz in Mathematik nahm ihre Freundin Marta Sved wahr). Sie gehörte zu einem Freundeskreis von mathematisch interessierten Studenten um Paul Erdős (mit dem sie veröffentlichte) und Paul Turan, in dem sie auch ihren späteren Mann George Szekeres (Heirat 1937) kennenlernte, der damals Chemie studierte. Eine Vermutung von ihr wurde von George Szekeres bewiesen, und da beide später heirateten erhielt sie den Namen Happy Ending Theorem. Es besagt, dass unter fünf Punkte in allgemeiner Lage in der Ebene es immer vier Punkte gibt, die ein konvexes Viereck bilden.
Die Szekeres flüchteten als Juden vor den Nationalsozialisten nach Shanghai (wo der gemeinsame Sohn Peter geboren wurde) und später (1948) nach Australien. Dort lebte sie mit ihrem Mann ab 1964 in Sydney, wo er Professor an der University of New South Wales war, und zuletzt in Adelaide nahe ihren Kindern. Ab 1983 bis 2002 unterrichtete sie regelmäßig mathematisch begabte High School Studenten aus dem Bereich Sydney in speziellen Förderkursen.
Sie lehrte viele Jahre Mathematik an der Macquarie University, deren Ehrendoktor sie 1990 erhielt.
Sie hatte mit George Szekeres einen Sohn und eine Tochter. George und Esther Szekeres starben im Abstand von einer Stunde am selben Tag, dem 28. August 2005.